# Danny Ferry
Daniel John Willard Ferry, detto Danny (Baltimora, 17 ottobre 1966), è un dirigente sportivo ed ex cestista statunitense, professionista nella NBA.
È il figlio di Bob Ferry.

## Carriera
Venne selezionato dai Los Angeles Clippers al primo giro del Draft NBA 1989 (2ª scelta assoluta).
Con gli Stati Uniti disputò le Universiadi di Zagabria 1987.

## Statistiche

### College
| Anno      | Squadra          | PG  | PT  | MP   | TC%  | 3P%  | TL%  | RP  | AP  | PRP | SP  | PP   |
| --------- | ---------------- | --- | --- | ---- | ---- | ---- | ---- | --- | --- | --- | --- | ---- |
| 1985-1986 | Duke Blue Devils | 40  | 21  | 22,8 | 46,0 | -    | 62,8 | 5,5 | 1,5 | 1,0 | 0,2 | 5,9  |
| 1986-1987 | Duke Blue Devils | 33  | 33  | 33,2 | 44,9 | 39,7 | 84,4 | 7,8 | 4,3 | 0,9 | 0,5 | 14,0 |
| 1987-1988 | Duke Blue Devils | 35  | 35  | 32,5 | 47,6 | 34,9 | 82,8 | 7,6 | 4,0 | 1,3 | 0,7 | 19,1 |
| 1988-1989 | Duke Blue Devils | 35  | 35  | 33,2 | 52,2 | 42,5 | 75,6 | 7,4 | 4,7 | 1,6 | 0,6 | 22,6 |
| Carriera  | Carriera         | 143 | 124 | 30,1 | 48,4 | 38,8 | 77,5 | 7,0 | 3,5 | 1,2 | 0,5 | 15,1 |

### NBA

#### Regular Season
| Anno       | Squadra             | PG  | PT  | MP   | TC%  | 3P%  | TL%  | RP  | AP  | PRP | SP  | PP   |
| ---------- | ------------------- | --- | --- | ---- | ---- | ---- | ---- | --- | --- | --- | --- | ---- |
| 1990-1991  | Cleveland Cavaliers | 81  | 2   | 20,5 | 42,8 | 29,9 | 81,6 | 3,5 | 1,8 | 0,5 | 0,3 | 8,6  |
| 1991-1992  | Cleveland Cavaliers | 68  | 1   | 13,8 | 40,9 | 35,4 | 83,6 | 3,1 | 1,1 | 0,3 | 0,2 | 5,1  |
| 1992-1993  | Cleveland Cavaliers | 76  | 1   | 19,2 | 47,9 | 41,5 | 87,6 | 3,7 | 1,8 | 0,4 | 0,6 | 7,5  |
| 1993-1994  | Cleveland Cavaliers | 70  | 1   | 13,8 | 44,6 | 27,5 | 88,4 | 2,0 | 1,1 | 0,4 | 0,3 | 5,0  |
| 1994-1995  | Cleveland Cavaliers | 82  | 6   | 15,7 | 44,6 | 40,3 | 88,1 | 1,7 | 1,2 | 0,3 | 0,3 | 7,5  |
| 1995-1996  | Cleveland Cavaliers | 82  | 79  | 32,7 | 45,9 | 39,4 | 76,9 | 3,8 | 2,3 | 0,7 | 0,5 | 13,3 |
| 1996-1997  | Cleveland Cavaliers | 82  | 48  | 32,1 | 42,9 | 40,1 | 85,1 | 4,1 | 1,8 | 0,7 | 0,4 | 10,6 |
| 1997-1998  | Cleveland Cavaliers | 69  | 3   | 15,0 | 39,5 | 33,3 | 80,0 | 1,7 | 0,9 | 0,4 | 0,2 | 4,2  |
| 1998-1999  | Cleveland Cavaliers | 50  | 10  | 21,2 | 47,6 | 39,2 | 87,9 | 2,0 | 1,1 | 0,5 | 0,2 | 7,0  |
| 1999-2000  | Cleveland Cavaliers | 63  | 3   | 21,0 | 49,7 | 44,0 | 91,2 | 3,8 | 1,1 | 0,3 | 0,4 | 7,3  |
| 2000-2001  | San Antonio Spurs   | 80  | 29  | 21,1 | 47,5 | 44,9 | 73,3 | 2,8 | 0,9 | 0,4 | 0,3 | 5,6  |
| 2001-2002  | San Antonio Spurs   | 50  | 2   | 16,0 | 42,9 | 43,4 | 94,4 | 1,8 | 1,0 | 0,3 | 0,2 | 4,6  |
| 2002-2003† | San Antonio Spurs   | 64  | 1   | 9,4  | 35,5 | 35,0 | 76,9 | 1,2 | 0,3 | 0,1 | 0,1 | 1,9  |
| Carriera   | Carriera            | 917 | 186 | 19,8 | 44,6 | 39,3 | 84,0 | 2,8 | 1,3 | 0,4 | 0,3 | 7,0  |

#### Playoffs
| Anno     | Squadra             | PG | PT | MP   | TC%  | 3P%  | TL%  | RP  | AP  | PRP | SP  | PP  |
| -------- | ------------------- | -- | -- | ---- | ---- | ---- | ---- | --- | --- | --- | --- | --- |
| 1992     | Cleveland Cavaliers | 9  | 0  | 6,1  | 46,7 | 33,3 | 100  | 1,8 | 0,1 | 0,1 | 0,1 | 2,1 |
| 1993     | Cleveland Cavaliers | 8  | 0  | 14,8 | 38,2 | 44,4 | 90,0 | 3,1 | 1,8 | 0,5 | 0,4 | 4,9 |
| 1994     | Cleveland Cavaliers | 1  | 0  | 4,0  | -    | -    | -    | 0,0 | 1,0 | 0,0 | 0,0 | 0,0 |
| 1995     | Cleveland Cavaliers | 4  | 0  | 16,8 | 52,0 | 53,3 | 66,7 | 0,8 | 1,5 | 0,5 | 0,0 | 9,5 |
| 1996     | Cleveland Cavaliers | 3  | 3  | 39,0 | 34,1 | 6,3  | -    | 5,0 | 3,0 | 1,0 | 0,7 | 9,7 |
| 1998     | Cleveland Cavaliers | 3  | 0  | 3,3  | 0,0  | -    | -    | 0,3 | 0,0 | 0,0 | 0,0 | 0,0 |
| 2001     | San Antonio Spurs   | 13 | 11 | 25,7 | 39,7 | 45,7 | -    | 3,2 | 1,3 | 0,3 | 0,1 | 5,8 |
| 2002     | San Antonio Spurs   | 10 | 0  | 15,5 | 30,3 | 35,0 | 25,0 | 2,0 | 0,8 | 0,0 | 0,1 | 2,8 |
| 2003†    | San Antonio Spurs   | 16 | 1  | 6,3  | 28,6 | 28,6 | -    | 1,4 | 0,4 | 0,1 | 0,0 | 1,3 |
| Carriera | Carriera            | 67 | 15 | 14,3 | 37,4 | 36,8 | 75,0 | 2,1 | 0,9 | 0,2 | 0,1 | 3,7 |

## Palmarès
- McDonald's All-American Game (1985)
- NCAA Naismith Men's College Player of the Year Award (1989)
- NCAA AP All-America First Team (1989)
- NCAA AP All-America Second Team (1988)
- Campionato NBA: 1

San Antonio Spurs: 2003